# Europol

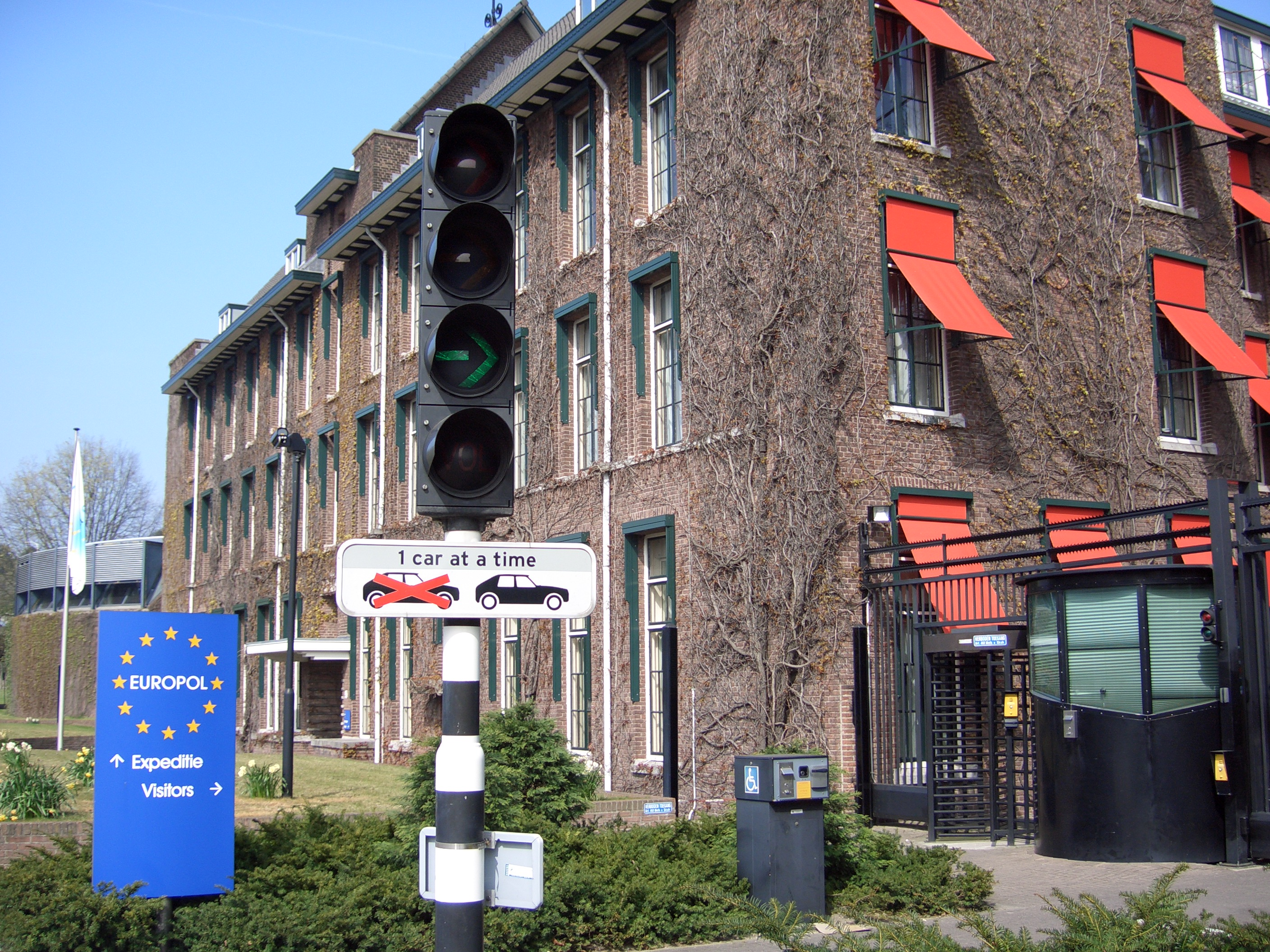
Stará budova Europolu, Haag

Europol (plným názvem Agentura Evropské unie pro spolupráci v oblasti prosazování práva) je organizace patřící pod Evropskou unii, která se zabývá prevencí a potíráním organizované trestné činnosti. Snaží se zefektivnit spolupráci jednotlivých členských zemí, a to zejména svojí informační i vzdělávací činností a policejním a soudním poradenstvím. Agentura nemá žádné přímé výkonné pravomoci a její představitelé nejsou oprávněni zatýkat podezřelé nebo jednat bez předchozího souhlasu příslušných orgánů v jednotlivých členských státech. Sídlo této Agentury Evropské unie je v Nizozemsku, ve městě Haag, v roce 2024 měl Europol více než 1700 zaměstnanců.
Název vznikl zkrácením slov European Police Office (Evropský policejní úřad).

## Historie
Předchůdcem Europolu bylo fórum TREVI, které vzniklo v roce 1976 jako fórum pro spolupráci mezi ministry vnitra a ministry spravedlnosti členských zemí Evropského unie. 7. února 1992, při podpisu Maastrichtské smlouvy o Evropské unii, byl ujednán vznik Europolu, tehdy pouze obecně. Svou činnost zahájila organizace 3. ledna 1994 jako Europol Drugs Unit (EDU: protidrogová jednotka). Později se Europol začal zabývat také ostatními závažnými formami mezinárodní kriminality. Další úmluva o Europolu vstoupila v platnost v říjnu 1998. O činnosti Europolu v plném rozsahu však můžeme hovořit až od 1. července 1999.

## Transformace na Agenturu EU
Europol byl plně integrován do struktur Evropské unie na základě Rozhodnutí Rady ze dne 6. dubna 2009 o zřízení Evropského policejního úřadu (Europol). Tato právní norma nahradila předchozí dokument (Europol Convention) a reformovala Europol jako standardní Agenturu Evropské unie (např. se na ní vtahují všeobecná pravidla a procedury platné pro všechny Agentury EU). Tato transformace vstoupila v platnost 1. ledna 2010.
Nová budova ústředí Europolu o užitkové ploše 32 000 metrů čtverečních (kterou navrhl Frank Wintermans) byla slavnostně otevřena za účasti nizozemské princezny Beatrix. Nová budova ústředí Europolu se nachází na adrese Eisenhowerlaan 73, v mezinárodní zóně města Haag, v sousedství Mezinárodního trestního tribunál pro bývalou Jugoslávii a Organizace pro zákaz chemických zbraní.

## Členství a spolupráce

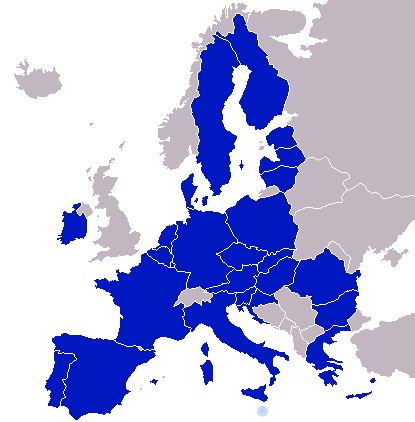
Členové Europolu (modře)

Členy Europolu jsou členské státy EU, některé další země ale mohou být přidružené. Na operační bázi Europol spolupracuje s většinou ostatních evropských zemí, z mimoevropských zemí to jsou zejména Austrálie, Kanada, USA a spolupracuje také s Interpolem. Europol má dále dohody o strategické spolupráci s Brazílií, Čínou, Ruskem, Tureckem, Úřadem OSN pro drogy a kriminalitu (UNODC) a Světovou celní unií (WCO).

## Zaměření
Europol se zabývá potíráním kriminality a prosazováním práva v oblastech praní špinavých peněz a padělání, obchodu s drogami, vozidly, lidmi a kulturními statky, dále v oblasti terorismu, přistěhovalectví a ekologické kriminality.
Mezi činnosti Europolu patří výměna dat a informací mezi mezinárodními policejními úřady, poskytování odborných a technických informací, zpravodajská činnost (vytváření analýz a zpráv). Protože Europol nemá výkonnou moc, která by překračovala hranice států (nejedná se tedy např. o zatýkání apod.), funguje na principu mezinárodní strategické spolupráce.
Do finančního fondu Europolu přispívají jednotlivé členské státy. Za hospodaření s finančními prostředky je odpovědný finanční kontrolor, jmenovaný správní radou. Ve správní radě je vždy jeden člověk z každého členského státu.

## Europol ve filmu
Europol se objevil ve filmu Dannyho parťáci 2 (Ocean's Twelve) kde je na stopě skupině, jež vede Danny Ocean. Představitelkou EUROPOLu je Catherine Zeta-Jones.